# Johann Elger
Johann Elger (25. ledna 1834 Liberec – 19. srpna 1886 Berlín) byl rakouský a český advokát a politik německé národnosti, v 80. letech 19. století poslanec Českého zemského sněmu a starosta Liberce.

## Biografie
Narodil se v Liberci. Otec Gottfried Elger zde byl tkalcovským mistrem (Tuchmacher). Vystudoval gymnázium v Litoměřicích a pak práva na Karlo-Ferdinandově univerzitě v Praze. Pak nastoupil jako auskultant k soudu v Liberci. Později působil na soudu v Trutnově. V roce 1875 přesídlil zpět do Liberce a otevřel si zde advokátní kancelář. V roce 1880 byl zvolen do obecního zastupitelstva a následujícího roku i do obecní rady. Od ledna 1882 zastával funkci náměstka starosty Liberce. Dne 11. prosince 1885 byl zvolen starostou Liberce.
V 80. letech 19. století se zapojil i do zemské politiky. Ve volbách v roce 1883 byl zvolen na Český zemský sněm za městskou kurii (obvod Liberec).
Zemřel náhle po krátké nemoci v srpnu 1886 v Berlíně. Na starostenském postu setrval jen několik měsíců.